# Tango (álbum de Julio Iglesias)
Tango es un álbum de estudio lanzado por el cantante español Julio Iglesias el 19 de noviembre de 1996. Este álbum se convirtió en su primer número uno en los Billboard Top Latin Albums y recibió una nominación para un Premio Grammy al mejor álbum de pop latino.
Julio ganó el World Music Award por Tango en el verano de 1998 cuando se enfrentó a Luis Miguel y su hijo Enrique Iglesias.

## Lista de canciones
La información de Billboard.

| N.º   | Título                    | Escritor(es)                                                    | Duración |  |
| 1.    | «La cumparsita»           | Enrique Pedro Maroni, Gerardo Matos Rodríguez, Pascual Contursi | 2:33     |  |
| 2.    | «El día que me quieras»   | Carlos Gardel, Alfredo Le Pera                                  | 3:00     |  |
| 3.    | «A media luz»             | Carlos César Lenzi, Edgardo Donato                              | 2:41     |  |
| 4.    | «Volver»                  | Carlos Gardel, Alfredo Le Pera                                  | 3:33     |  |
| 5.    | «Yira, yira»              | Enrique Santos Discépolo                                        | 2:42     |  |
| 6.    | «Mano a mano»             | Carlos Gardel, Esteban Celedonio Flores, José Razzano           | 2:48     |  |
| 7.    | «El choclo»               | Carlos Catán, Enrique Santos Discépolo, Ángel Villoldo          | 2:47     |  |
| 8.    | «Adiós, pampa mía!»       | Mariano Mores, Francisco Canaro, Ivo Pelay                      | 3:06     |  |
| 9.    | «Cambalache»              | Enrique Santos Discépolo                                        | 2:49     |  |
| 10.   | «¡Uno...!»                | Mariano Mores, Enrique Santos Discépolo                         | 2:51     |  |
| 11.   | «Caminito»                | Juan de Dios Filiberto, Gabino Coria Peñaloza                   | 2:26     |  |
| 12.   | «Mi Buenos Aires querido» | Carlos Gardel, Alfredo Le Pera                                  | 2:39     |  |
| 33:55 |                           |                                                                 |          |  |